# Distrikt Cochapeti
Der Distrikt Cochapeti liegt in der Provinz Huarmey in der Region Ancash in West-Peru. Der Distrikt wurde am 5. März 1936 gegründet. Er besitzt eine Fläche von 98,5 km². Beim Zensus 2017 wurden 817 Einwohner gezählt. Im Jahr 1993 lag die Einwohnerzahl bei 1147, im Jahr 2007 bei 879. Die Distriktverwaltung befindet sich in der 3498 m hoch gelegenen Ortschaft Cochapeti mit 247 Einwohnern (Stand 2017). Cochapeti liegt 56 km östlich der Provinzhauptstadt Huarmey.

## Geographische Lage
Der Distrikt Cochapeti liegt im Osten der Provinz Huarmey. Der Distrikt liegt im Westen der peruanischen Westkordillere. Er wird im Norden vom Río Malvas und dessen linken Nebenfluss Río Quehuap sowie im Süden vom Río Cotaparaco begrenzt.
Der Distrikt Cochapeti grenzt im Westen an den Distrikt Huarmey, im Norden an den Distrikt Malvas, im Osten an den Distrikt Cotaparaco sowie im Süden an den Distrikt Pararín (die beiden letztgenannten Distrikte befinden sich in der Provinz Recuay).